# Amir Ghalenoei
Amir Ghalenoei (persiska امیر قلعه نویی), född 9 juli 1964 i Teheran, Iran, är en iransk fotbollstränare som tog över som förbundskapten för Irans landslag den 17 juli 2006 efter kroaten Branko Ivanković. Han höll posten till år 2007.